# Guerres de Komenda

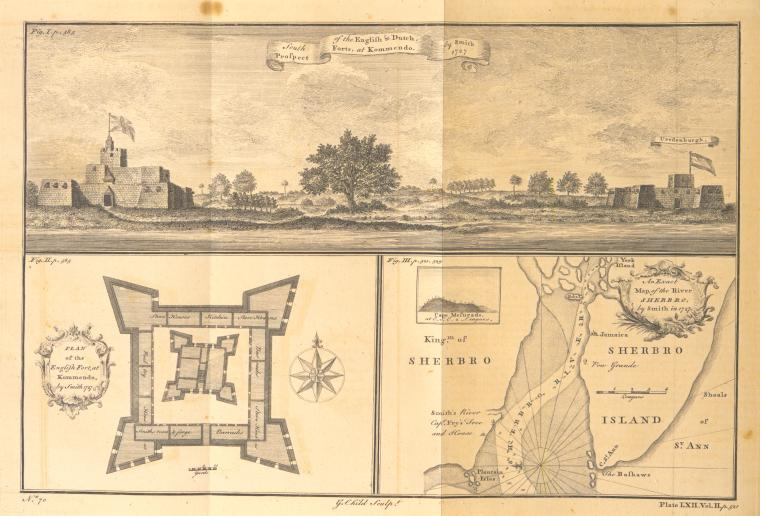
Le fort britannique de Komenda et le fort néerlandais Vredenburgh à Komenda.

Les guerres de Komenda sont une série de guerres qui se disputent de 1694 à 1700 entre, notamment, la Compagnie néerlandaise des Indes occidentales (en néerlandais : Geoctroyeerde Westindische Compagnie ou GWC) et la Royal African Company (RAC) dans le royaume d'Eguafo en actuel Ghana, à propos de droits commerciaux. Les Néerlandais essaient d'expulser les Britanniques de la région pour maintenir leur monopole commercial, tandis que les Britanniques essaient de réimplanter un fort dans la cité de Komenda. Le conflit implique les forces de la Compagnie néerlandaise des Indes occidentales, celles de la Royal African Company, du royaume d'Eguafo, un prince de ce royaume essayant de s'emparer du trône, celles du puissant marchand John Cabess ainsi que d'autres peuples et États Akan, tels ceux de Twifo et de Denkyira. Il y a quatre période de guerre, y compris une guerre civile dans le royaume d'Eguafo ; les guerres s'arrêtent lorsque les Britanniques placent Takyi Kuma sur le trône d'Eguafo. Du fait des changements constants d'alliance entre les Européens et les Africains, l'historien John Thornton écrit : « il n'y a pas de meilleur exemple de la combinaison complexe de la rivalité européenne et de la rivalité africaine que les guerres de Komenda
,. »

## Contexte
La GWC et le royaume d'Eguafo s'engagent dans une série d'hostilités en 1688. Les Néerlandais et les Britanniques avaient établi des manufactures dans la ville portuaire de Komenda. En 1687, les Français négocient avec le roi d'Eguafo une implantation à Komenda et la GWC lance son armée sur Eguafo afin de convaincre le roi de les expulser. Les Néerlandais essaient d'impliquer les États voisins dans l'attaque d'Eguafo, tandis que les Français promettent de l'or au roi afin qu'il paie les États voisins pour les inciter à rester en dehors des combats. En définitive, Twifo rejoint les Néerlandais, obtenant des concessions commerciales à Komenda en échange. Les combats aboutissent à la mort du roi d'Eguafo et un prince, nommé Takyi, allié des Néerlandais, est placé sur le trône. Komenda est alors largement contrôlée par les Néerlandais et leur allié du Twifo. Cette situation amène des tensions entre Takyi et les autres parties prenantes. Takyi essaie à plusieurs reprises de rétablir une situation d'équilibre avec les Britanniques dans le port de Komenda.

## Série de guerres
La série des guerres au Komenda est caractérisée par l'implication de plusieurs royaumes régionaux et par des alliances mouvantes. Les guerres s'arrêtent lorsque Takyi Kuma devient roi d'Eguafo à l'instigation des Britanniques. Willem Bosman est le premier chroniqueur de ces guerres, dans lesquelles il est impliqué du côté de la GWC ; il publie son journal en 1703.
Globalement, cette longue série d'affrontements implique la GWC et la RAC qui soutiennent différentes factions du royaume d'Eguafo afin de préserver leurs privilèges commerciaux. John Cabess, un important marchand de Komenda, est l'allié des Britanniques et ses forces se rangent la plupart du temps de leur côté. La guerre commence lorsque Cabess attaque l'implantation néerlandaise de Fort Vredenburgh et que les Néerlandais envoient leurs forces contre Takyi, roi d'Eguafo. Finalement, les alliances changent et les Britanniques soutiennent un adversaire du roi, nommé Takyi Kuma. Les combats sont rejoints par d'autres États Akan : Adom, Akani, Akrons, Asebu, Cabess Terra, Denkyira, Fanti et Twifo. 

### Première guerre
Guerres de Komenda
La première guerre résulte d'un conflit à Eguafo entre John Cabess, un marchand africain important, et la Compagnie néerlandaise des Indes occidentales (GWC). Cabess est un ancien et loyal allié de la Royal African Company (RAC) et il prête son concours aux opérations de cette dernière. Les Néerlandais, en compétition avec la RAC, ont une série de heurts avec Cabess, avec, par exemple, en 1684, un épisode où ils lui infligent un rançonnage (panyarring). Le différend s'envenime encore en novembre 1694 lorsque Cabess invite la RAC à s'installer à nouveau à Komenda et attaque des mineurs néerlandais à l'extérieur de la ville. Lorsque les Britanniques réintègrent leur ancien fort, ils essuient des coups de feu venus du fort néerlandais voisin.
Ces hostilités incitent les Britanniques, les Néerlandais et le roi d'Eguafo à se chercher des alliés potentiels parmi les royaumes voisins afin de préparer la guerre. Cabess Terra et Twifo s'allient tout d'abord aux Néerlandais mais cessent de vouloir collaborer lorsque Denkyira menace d'attaquer le Twifo si la guerre éclate. Adom reçoit de l'argent d'Eguafo pour rester neutre en cas de conflit.
La guerre éclate en février 1695 lorsque John Cabess attaque le fort néerlandais et empêche l'arrivée des renforts. Le 28 avril les forces twifo sont défaites. La guerre use du panyarring, forme de rançonnage dans laquelle les belligérants se saisissent des adversaires et les libèrent contre rançon. John Cabess et les Néerlandais entament des négociations mais, le 26 juin les troupes néerlandaises convergent vers le fort et Willem Bosman braque une arme sur John Cabess et tente de l'abattre,. Le panyarring et les violences occasionnelles continuent jusqu'à ce qu'un accord de paix de courte durée soit conclu à la fin de 1695.

### Deuxième guerre
Guerres de Komenda
Le 21 janvier 1696, un jeune prince d'Eguafo entame une guerre civile pour tenter de s'emparer du trône. On l'appelle Takyi Kuma, « le petit Takyi », en référence au roi en titre, Takyi. Les Néerlandais aident Takyi Kuma et convainquent les États Adom et Akani de faire de même. Inversement, les Akron soutiennent Takyi dans la défense d'Eguafo. Le conflit se termine rapidement lorsque les forces de Takyi Kuma sont défaites le 20 mars. Des négociations débutent entre les Néerlandais et Eguafo. Jan van Sevenhuysen, le nouveau gouverneur de la GWC pour la Côte de l'Or, signe les accords de paix en contrepartie de l'autorisation de pouvoir maintenir ses manufactures et son fort à Komenda. Le niveau d'hostilité entre Britanniques et Néerlandais reste toujours élevé.

### Troisième guerre
Guerres de Komenda
Les Néerlandais commencent à solliciter les autres parties africaines et à monter une autre coalition contre Eguafo et le régime de Takyi. Le 5 août 1697, les Néerlandais et les Fanti s'accordent pour attaquer Eguafo en échange d'une importante quantité d'or pour les Fanti. Les Britanniques offre la même quantité d'or aux Fanti pour qu'ils restent neutres et ils acceptent. D'autres tentatives néerlandaises de monter des alliances sont infructueuses. Au début de 1698, les Néerlandais et les Britanniques signent un accord de reconnaissance mutuelle de leurs droits commerciaux et conviennent qu'ils peuvent maintenir leurs forts respectifs à Komenda.
En novembre 1698, les Britanniques estiment que Takyi soutient plus les Néerlandais qu'eux-mêmes et ils apportent leur appui à Takyi Kuma. Ils font tuer Takyi dans une tentative d'installer Takyi Kuma sur le trône. Les Britanniques paient des mercenaires d'Asebu, Cabess Terra et Akani. Les Néerlandais, les Fanti et Denkyira restent neutres dans le conflit. Les forces alliées de Takyi Kuma se dirigent vers Eguafo mais sont mises en déroute par celles du royaume.

### Quatrième guere
Guerres de Komenda
La quatrième guerre débute en novembre 1699 lorsqu'une force alliée soutenant Takyi Kuma engage les hostilités dans la zone. Le panyarring est utilisé à large échelle et accroît les tensions. Au début de 1700, des marchands en lien avec Twifo et John Cabess sont victimes de panyarring de la part d'Adom, peut-être sur l'instigation des Néerlandais. La violence reste sporadique et les rançonnages se poursuivent jusqu'à ce que des troupes mercenaires soutenues par les Britanniques imposent Takyi Kuma sur le trône d'Eguafo, le 9 mai 1700.

## Suites
La première conséquence de ces guerres est que le pouvoir européen qui contrôle le commerce le long de la Côte de l'Or change de mains. Alors même qu'il n'y a que peu de changements terroriaux, les Britanniques deviennent la principale puissance économique de la côte. Cependant, ils s'aliènent rapidement le nouveau roi, Takyi Kuma, en lui demandant le remboursement de leurs créances. Leur position est encore affaiblie en 1704, lorsque la mort du roi provoque une guerre civile à Eguafo. La seconde conséquence est, au début des années 1700, une dépopulation de la région à cause des guerres et d'une épidémie de variole. Les pratiques de guerre changent aussi, avec une généralisation du panyarring et de l'utilisation de mercenaires. De ce chaos surgit l'Empire ashanti et le remplacement du commerce de l'or par celui des esclaves.

### Citations originales
1. ↑  (en) « there is no finer example of [the] complicated combination of European rivalry merging with African rivalry than the Komenda Wars. »